# Ed Sullivan
Pour les articles homonymes, voir Sullivan.
Edward Vincent Sullivan, né le 28 septembre 1901 à Harlem (Manhattan, New York) et mort le 13 octobre 1974 dans la même ville, est un animateur sur la chaîne CBS. Il est connu aux États-Unis pour son émission de variétés, The Ed Sullivan Show (1948-1971), qui remporta un franc succès durant les années 1950 et 1960.

## Filmographie
- 1933 : Mr. Broadway
- 1963 : Bye Bye Birdie de George Sidney
- 1966 : Dominique (The Singing Nun) de Henry Koster